# Књижевни норвешки језик
Букмол (ISO 639-3: nob; у пријеводу књижевни језик), зван каткад и риксмол (државни језик), један је од шест источноскандинавских језика. Као и други стандардни норвешки језик, нинорск, то је у суштини писани језик, али већина Норвежана говори дијалектима који се више или мање разликују од писаног језика. Букмол је близу, а дијелом произлази из данског језика 19. стољећа. Од два облика норвешког стандарда, букмол је старији и распрострањенији међу говорницима, према процјени њим се служи 85—90% становништва у Норвешкој. Изузеци су западни дијелови Норвешке гдје се већина говорника још увијек служи нинорским. Букмол је стандардна варијанта норвешког језика коју најчешће уче страни студенти. Конзервативнија правописна норма, познатија као риксмол, није службени језични облик, али је нашироко употребљавају новинари и аутори.

## Историја
Први правопис службено је усвојен 1907. под именом риксмол, а на њему се радило од 1879. То је у бити прилагођени дански књижевни језик, јер је у прошлости Норвешка била у унији с Данском, па су тим дано-норвешким језиком говориле норвешке градске и интелектуалне елите, посебно у главном граду. Када су конзервативне новине Афтенпостен 1923. почеле објављивати текстове на новом правопису, дански је језик практично изашао из употребе у Норвешкој.
Име букмол службено је усвојено 1929, а предложене су и радикалније језичне реформе да би се у будућности оба језична облика ујединила у самнорск (?). Овој се реформи, међутим, противе интелектуалци који заговарају старију ортографију и риксмол. Након Другог свјетског рата појачала се борба против зближавања два стандарда у самнорск, па су накнадне језичке реформе у букмолу правописно ближе рјешењима која заступају присташе конзервативнијег риксмола.
У школама је за вријеме Другог свјетског рата нагло пао број полазника на риксмолу/букмолу, а нинорск је учило више од једне трећине ученика. Након рата дошло је до нових језичних реформи, букмол је поновно популаризован и биљежио је стални пораст. Данас се тај језични облик поучава у готово 90% норвешких основних школа, а нинорск је популарнији језични облик у регијама на западу Норвешке.
Један је од два члана норвешког макројезика [nor].

## Види
- бергенск
- хøгнорск
- иннландсмол
- ландсмол, аллмогеспрок, бyгдемол, диалект
- фолкмол
- норднорск
- норск
- нинорск
- øстнорск
- риксмол
- самнорск
- стасјонсспрок
- трøндерск
- вестнорск